# Bataille de Pirmasens
Première Coalition
Batailles

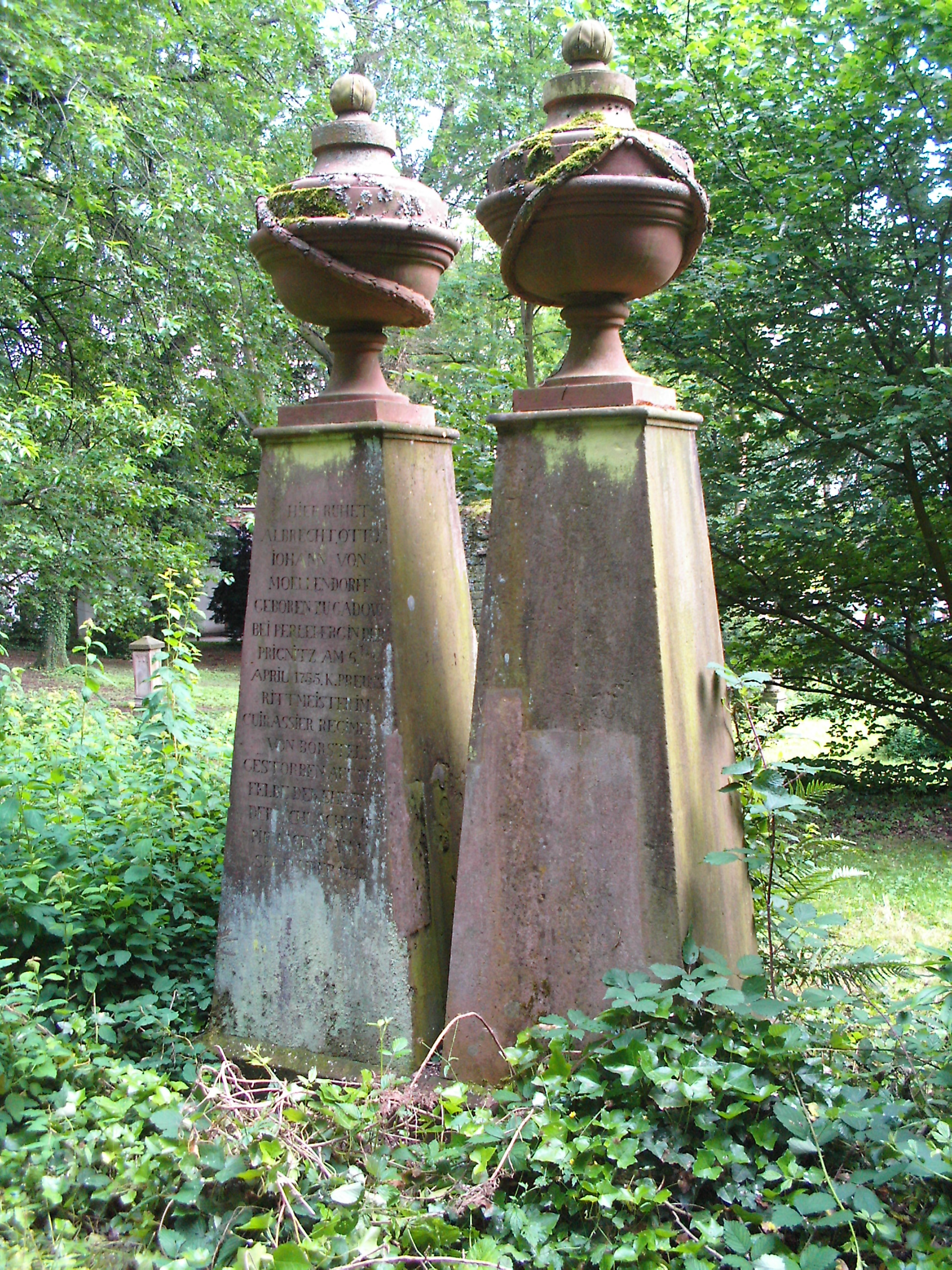
Les tombes des deux officiers prussiens dans l'ancien cimetière de Pirmasens

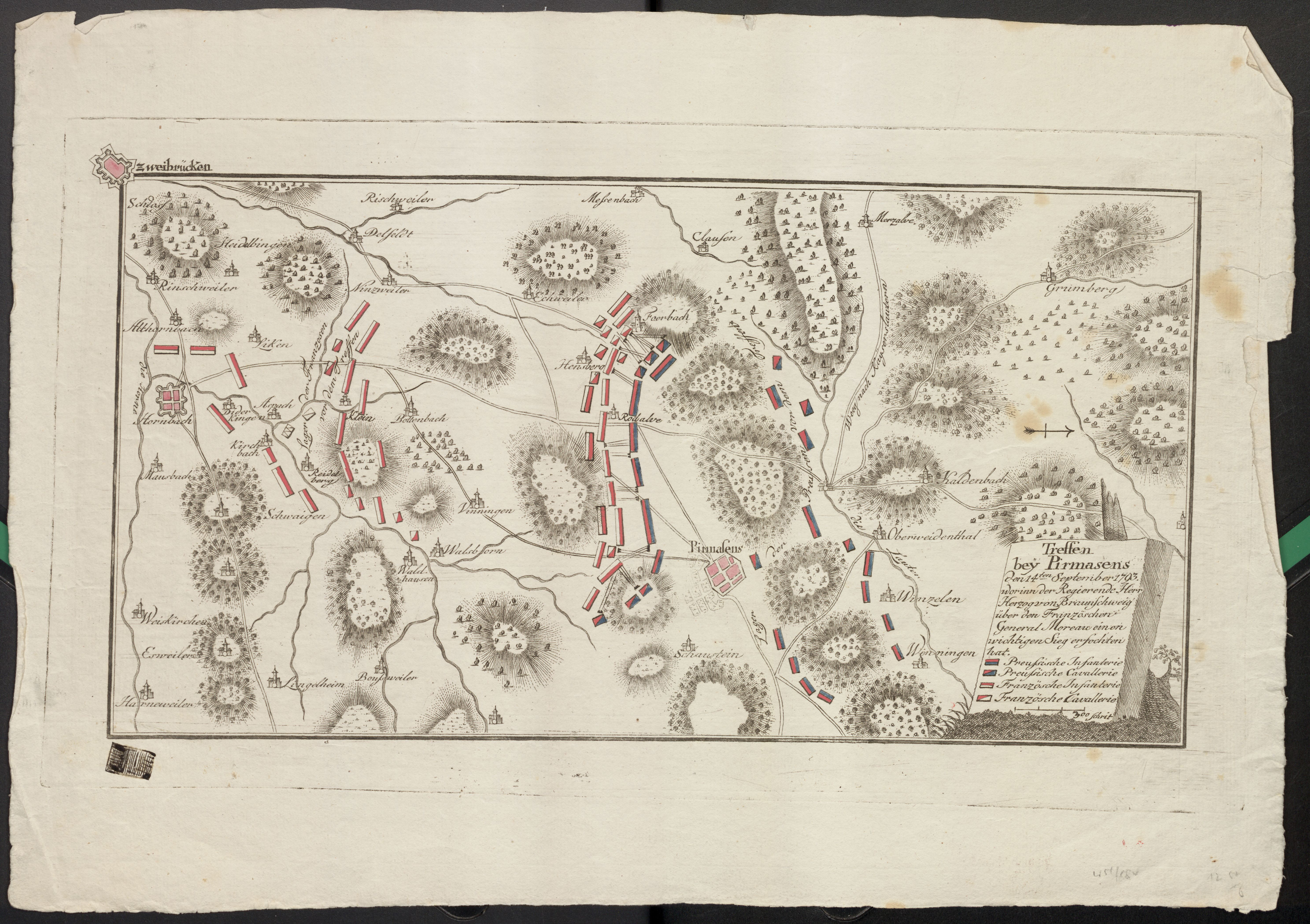
Aperçu des mouvements de troupes

La bataille de Pirmasens a lieu le 14 septembre 1793 lors de la guerre de la première coalition près de Pirmasens entre un corps français de l'armée de la Moselle et un corps prussien des troupes de la coalition et se solde par une victoire prussienne.

## Contexte
Après que les troupes alliées prussiennes et autrichiennes du maréchal Charles-Guillaume-Ferdinand de Brunswick-Wolfenbüttel ont repris Mayence le 12 juillet 1793, la poursuite de l'avancée vers l'Alsace est retardée en raison de divergences sur les objectifs de guerre. Le général Alexis Balthazar Henri Schauenburg, commandant de l'armée française de la Moselle, tente alors de bloquer l'entrée des Prussiens en Alsace en prenant Pirmasens et en les forçant à se retirer de l'autre côté du Rhin.

## Déroulement
Les troupes prussiennes sous le commandement de Ferdinand de Brunswick sont préparées à l'attaque française par le « Corps des Vosges » sous les ordres de Jean René Moreaux et peuvent la repousser en profitant du terrain facilement défendable des collines de Pirmasens. Les Français vaincus comptent environ 225 blessés et 1 800 morts et prisonniers, les Prussiens seulement environ 170 morts et blessés.

## Conséquences
Après leur défaite, les Français doivent se retirer en Sarre, tandis que les alliés parviennent ensuite à vaincre les positions défensives françaises en Alsace lors de la bataille des lignes Wissembourg (13 octobre 1793). Cependant, en raison de la désunion des alliés autrichiens et prussiens, ces succès n'ont pas d'impact durable sur le cours de la guerre.

## Mémorial
Les tombes de deux officiers prussiens morts au combat se trouvent dans l'ancien cimetière de Pirmasens (de). L'un d'eux est Albrecht Otto Johann von Möllendorff (1755-1793) et son monument funéraire porte l'inscription commémorative correspondante :

« Hier ruhet Albrecht Otto Johann von Moellendorff, geb. zu Gadow (de) bei Perleberg in der Prignitz am 6. April 1755, k. preuss. Rittmeister im Couirassier Regiment von Borstell, gestorben auf dem Felde der Ehre in der Schlacht bei Pirmasens am 14. September 1793 »

La seconde pierre tombale, presque identique, ne comporte aucun texte. Elle possédait autrefois une pierre tombale supplémentaire avec une inscription qui a été perdue. C'est pourquoi nous savons qu'il s'agit de la tombe du premier lieutenant Hans Friedrich Georg Ludwig Wilhelm von Borstell (1770-1793), fils aîné du général et commandant de la 7e régiment de cuirassiers, Hans Friedrich Heinrich von Borstell (1730-1804), qui a participé à la bataille. Le frère survivant de l'homme tombé, Ludwig von Borstell, a également combattu près de Pirmasens,
Les deux officiers décédés appartenaient au 7e régiment de cuirassiers prussiens. Sa mort est décrite dans le Königlich Preussischen Sechsten Kürassier-Regiments, genannt Kaiser von Russland, de Wilhelm Digeon von Monteton, Brandebourg, 1842 (pages 88, 89 et 92).